# Patriarcato di Etiopia
Il patriarcato di Etiopia (in latino Patriarchatus Aethiopiensis o Aethiopiae) è una sede soppressa della Chiesa cattolica in Etiopia.

## Storia
Le scoperte portoghesi alla fine del XV secolo aprirono la strada per un contatto diretto tra la Chiesa cattolica e la Chiesa d'Etiopia: i portoghesi erano interessati a mantenere il controllo delle coste africane, da loro recentemente esplorate, dove avevano costruito delle basi navali per favorire il commercio con l'Estremo Oriente, superando così l'ostacolo posto dalla mediazione di commercianti musulmani nelle tratte mediterranee. Parallelamente le armate islamiche, sia del sultanato ottomano che del sultanato di Adal, intendevano ottenere definitivamente il controllo delle piste carovaniere che collegavano le coste del Corno d'Africa al Mediterraneo. Nel 1507 il re d'Etiopia Na'od decise di chiedere aiuto contro i musulmani al re del Portogallo, il quale mandò una spedizione militare a sostegno del regno etiopico.
Negli anni seguenti, anche un gruppo di missionari arrivò nel Paese: i primi tentativi di riavvicinare la Chiesa ortodossa etiope al cattolicesimo romano avvennero con i gesuiti, grazie anche all'interessamento dello stesso Ignazio di Loyola, di cui conserviamo la corrispondenza con Giovanni III del Portogallo e Claudio d'Etiopia. La loro missione ottenne un iniziale successo e nel 1555 fu eretto un patriarcato. Venne nominato primo patriarca il portoghese João Nunes Barreto, che tuttavia non mise mai piede in Etiopia; gli succedette il coadiutore Andrés de Oviedo, che arrivò in Etiopia nel mese di marzo del 1557 con un gruppo di cinque missionari. La missione non ebbe il risultato sperato, tanto che de Oviedo lasciò la corte per stabilirsi a Fremona. Il suo successore, il coadiutore Melchior Miguel Carneiro Leitão, che si trovava a Macao come amministratore apostolico della nuova diocesi da poco istituita, non si recò mai in Etiopia e morì in Estremo Oriente.
Per quasi cinquant'anni la missione in Etiopia fu congelata e il patriarcato rimase vacante. Nel 1622 il re di Etiopia Susenyos I si convertì al cattolicesimo per ottenere l'appoggio militare del Portogallo e della Spagna, imponendo ai sudditi di seguirlo nella sua scelta, e così nel 1626 il cattolicesimo diventò religione di Stato. Per la prima volta nella sua storia, la Chiesa ortodossa etiope interrompeva la millenaria comunione con la Chiesa ortodossa copta. La mossa fu osteggiata dalla corte, dal clero etiope che vedeva la sua influenza politico-sociale scemare, e dal popolo. A seguito di numerose congiure contro l'imperatore da parte dell'aristocrazia etiope e sanguinose rivolte da parte del popolo, che vedeva la conversione forzata come una "europeizzazione”, un sacrilegio ed una perdita della propria identità, Susenyos dovette abdicare nel 1632 in favore del figlio Fasilides. Questi rinunciò immediatamente al progetto del padre, riconvertendosi al cristianesimo ortodosso copto e ripristinandolo come religione di stato. Inoltre, a seguito di presunti progetti di colonizzazione da parte degli stati europei, l'Etiopia bandì tutti gli europei dal proprio territorio, tutti i libri cattolici vennero bruciati e i gesuiti presenti nel paese vennero cacciati e per centinaia di anni non fu permesso a nessuno straniero di metter piede nell'Impero d'Etiopia. L’ultimo patriarca, Alfonso Mendes, fu espulso dal paese nel 1636, e il suo coadiutore Apolinario de Almeida fu ucciso con altri due gesuiti.

## Cronotassi dei patriarchi
- João Bermudes, S.I. † (1536 ? - 1545 ?) (pseudo-patriarca)

- João Nunes Barreto, S.I. † (23 gennaio 1555 - 22 dicembre 1562 deceduto)
- Andrés de Oviedo, S.I. † (22 dicembre 1562 succeduto - 9 luglio 1577 deceduto)
- Melchior Miguel Carneiro Leitão, S.I. † (9 luglio 1577 succeduto - 19 agosto 1583 deceduto)
  - Sede vacante (1583-1622)
- Alfonso Mendes (o Mendez), S.I. † (19 dicembre 1622 - 1636 dimesso[3])